# Le Grand Argentier
Le Grand Argentier è una montagna delle Alpi Cozie alta 3.042 m, situata a breve distanza dallo spartiacque fra la Maurienne (Modane) e l'alta valle di Susa (Bardonecchia). 

## Descrizione

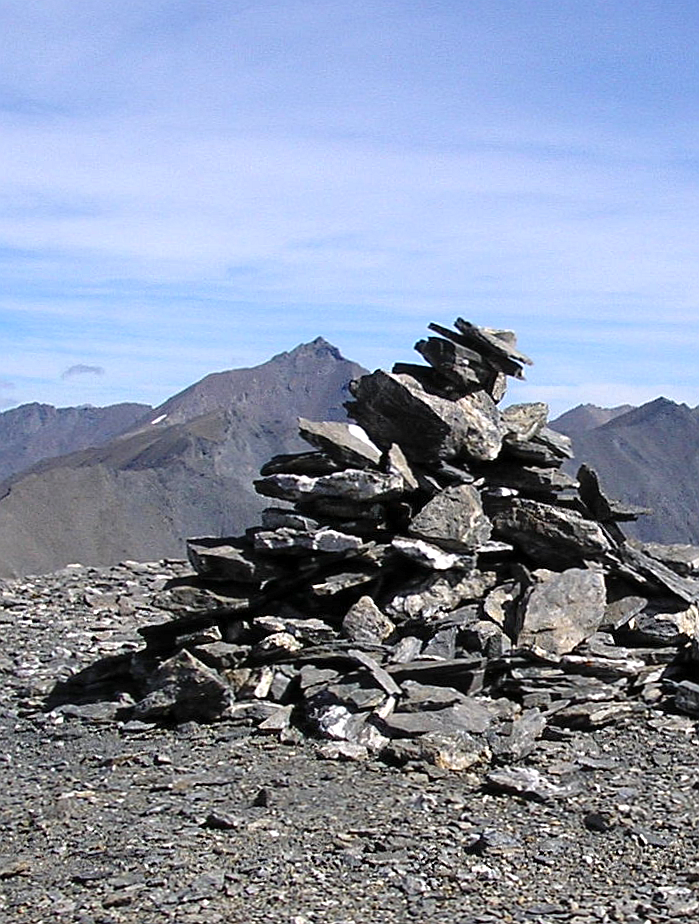
L'ometto sulla cima

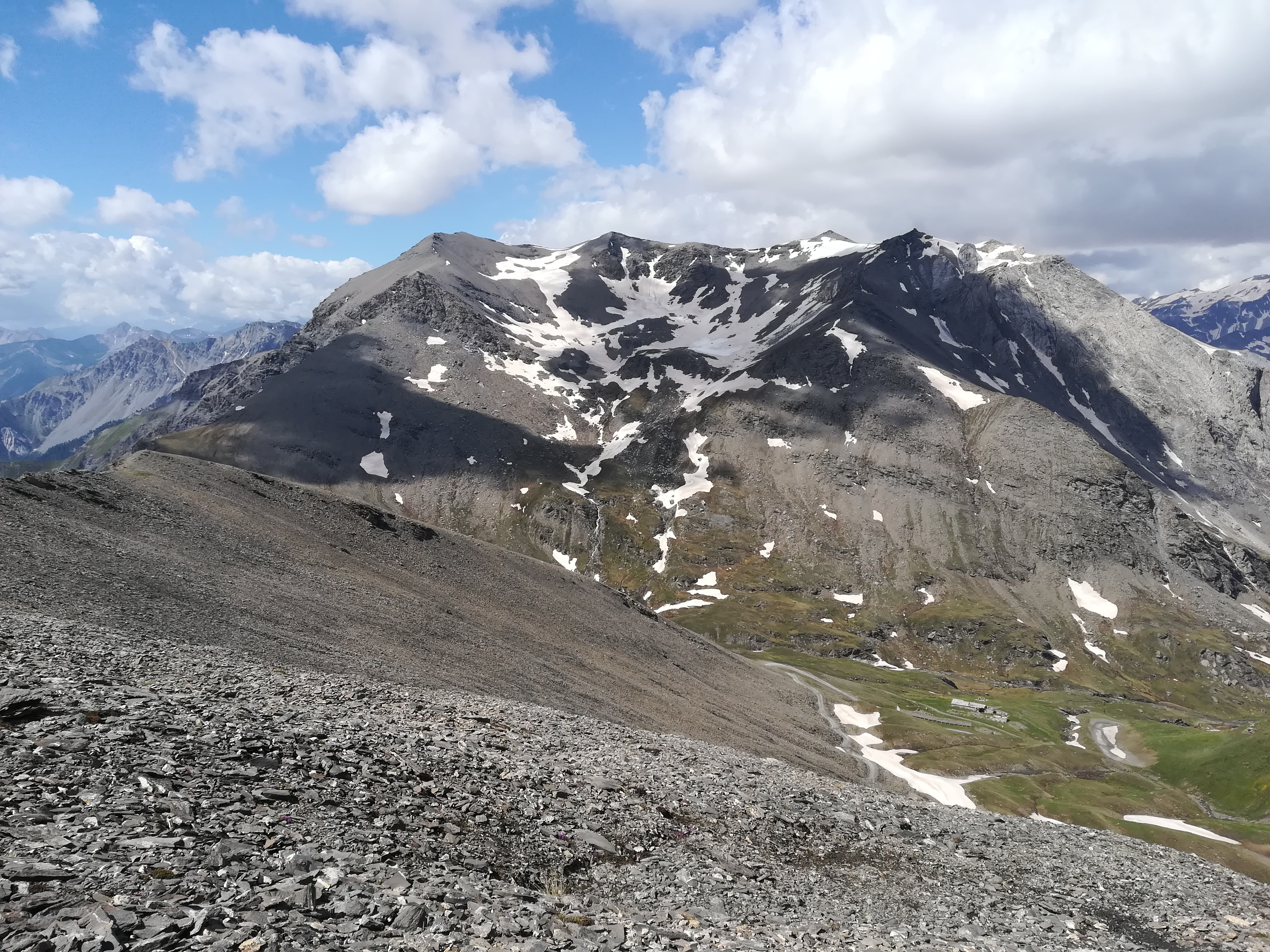
La punta Nera (a sinistra) e Le Grand Argentier (a destra) visti dalla punta del Fréjus.

La montagna è la principale elevazione del costolone che divide tra loro due valloni, quello del Ruisseau du Frejus (a nord-est) e quello del Torrent de Fontane Froide, entrambi tributari del Ruisseau du Charmaix che a sua volta si getta nell'Arc. Verso sud-est la montagna è collegata alla vicina Punta Nera da una ampia sella a 2.996 metri di quota, mentre lo spartiacque Fréjus/Fontaine Froide prosegue verso nord-ovest con il Col du Petit Argentier (2.599 m) e il Petit Argentier. Mentre la zona sud della montagna è di natura prevalentemente detritica il versante occidentale, affacciato sul vallone di Fontaine Froide, è caratterizzato da una vasta parete dolomitica. La cima è segnalata da un ometto in pietrame.

## Accesso alla vetta
Dalla Francia la via di accesso al Grand Argentier parte generalmente da Valfréjus (Modane); particolarmente apprezzata è la salita scialpinistica.
Per l'avvicinamento possono essere utilizzati, d'inverno, gli impianti di risalita presenti nella zona. La via di salita dall'Italia parte invece dalle Grange della Rho (Bardonecchia), scavalca la Punta Nera e raggiunge il Grand Argentier percorrendo l'ampia cresta detritica che collega le due montagne.

## Cartografia
- Cartografia ufficiale francese dell'Institut géographique national (IGN), consultabile online
- Istituto Geografico Centrale - Carta dei sentieri e dei rifugi scala 1:50.000 n. 1 Valli di Susa Chisone e Germanasca e 1:25.000 n. 104 Bardonecchia Monte Thabor Sauze d'Oulx